# Seleção Malinesa de Futebol
A Seleção Maliana de Futebol representa o Mali nas competições de futebol da CAF e FIFA. Ela também é filiada à WAFU. 
A seleção nunca participou de uma Copa do Mundo, tendo disputado por oito vezes a Copa das Nações Africanas.

## História
Venceu a Copa Amílcar Cabral em 1989, 1997 e 2007. Presente em oito edições da Copa das Nações Africanas, obteve seu melhor na edição de 1972, com o vice-campeonato.

## Títulos
| CONTINENTAIS | CONTINENTAIS        | CONTINENTAIS | CONTINENTAIS      |
|              | Competição          | Vezes        | Ano               |
| ------------ | ------------------- | ------------ | ----------------- |
|              | Copa Amílcar Cabral | 3            | 1989, 1997 e 2007 |

## Campanhas de Destaque
- Copa das Nações Africanas
  - 2º Lugar - 1972
  - 3º Lugar - 2012, 2013
  - 4º Lugar - 1994, 2002, 2004
- Copa Amílcar Cabral
  - 2º Lugar - 1982, 1981, 1987, 1988
  - 3º Lugar - 1982, 1983, 1984, 1985, 2001
  - 4º Lugar - 1993, 2000